# Necterosoma schmeltzi
Necterosoma schmeltzi är en skalbaggsart som beskrevs av Sharp 1882. Necterosoma schmeltzi ingår i släktet Necterosoma och familjen dykare. Inga underarter finns listade i Catalogue of Life.